# Uranotaenia pallidocephala
Uranotaenia pallidocephala är en tvåvingeart som beskrevs av Theobald 1908. Uranotaenia pallidocephala ingår i släktet Uranotaenia och familjen stickmyggor. Inga underarter finns listade i Catalogue of Life.